# Franc barrois
Pour les articles homonymes, voir Franc et Barrois (homonymie).
Le franc barrois est une monnaie de compte qui a été en vigueur dans le duché de Lorraine[Quand ?]. Il se décomposait en 12 gros, le gros en 4 blancs, le blanc en 4 deniers barrois soit 192 deniers par franc). 
Initialement monnaie des comtes et ducs de Bar, il a ensuite coexisté en Lorraine avec la livre lorraine et la livre française, ou encore le florin, toutes de valeurs différentes.
La livre tournois, qui à l'origine égalait le franc barrois lui devint très inférieure au cours du XVe siècle. Au XVIe siècle, le franc barrois valait environ 2/3 de livre tournois. En 1752, le franc barrois équivaut à dix sous de France  de Lorraine soit une demi-livre.